# Nikon 1

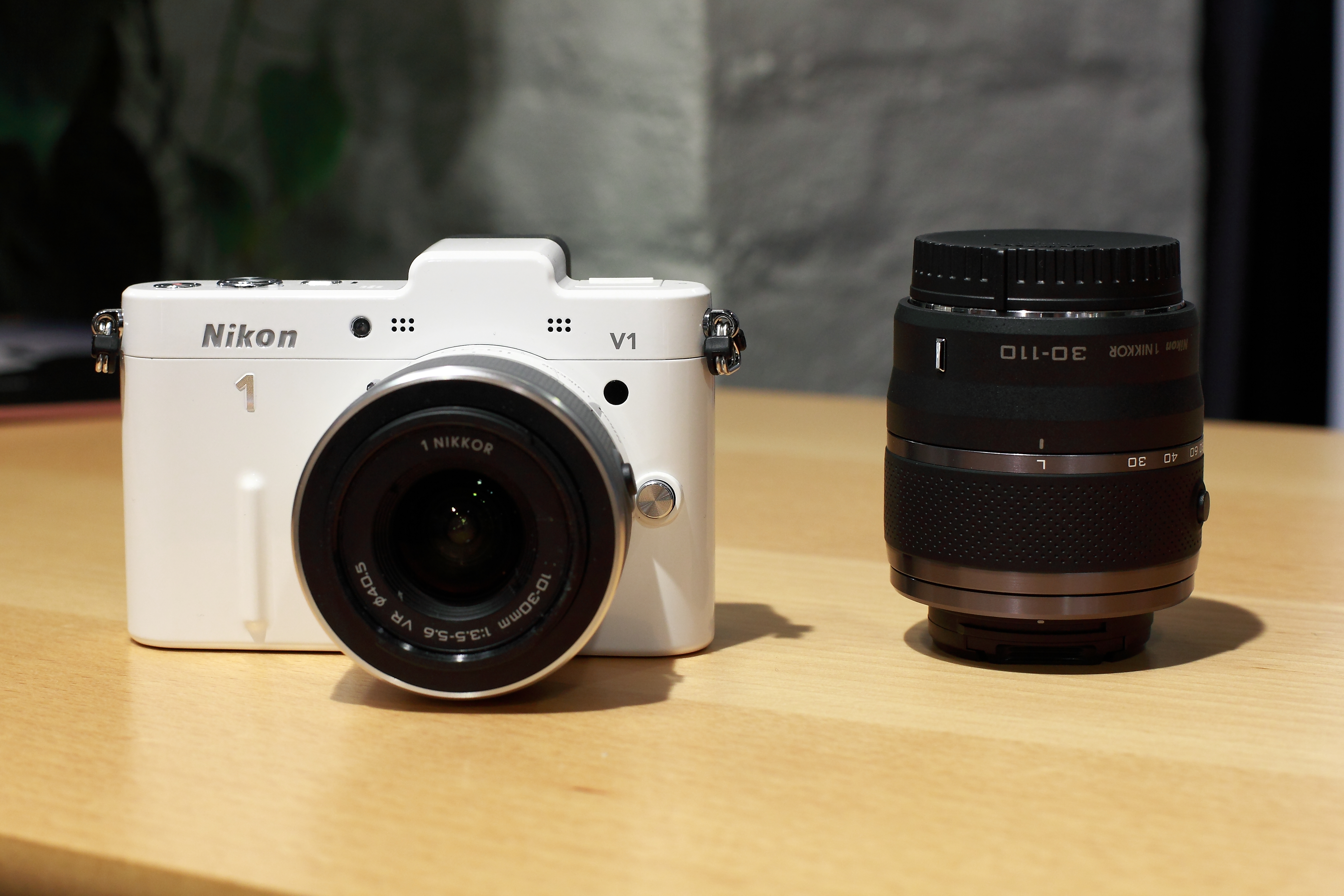
Nikon 1 V1 equipaggiata con un 10-30 mm ed un 30-110 mm

La Nikon serie 1 è una famiglia di fotocamere mirrorless create nel 2011 dal produttore giapponese Nikon.
La produzione di questa serie è stata ufficialmente interrotta da Nikon nel luglio 2018.

## Storia
La gamma Nikon 1 è stata lanciata nel 2011 con due modelli: J1 e V1. Il nome deriva da Nikon I, la prima fotocamera commercializzata da Nikon nel 1948. A febbraio 2013, la serie S appare con la S1 che si aggiunge alla gamma. Questo è un modello economico per principianti. Nel settembre dello stesso anno, l'AW1, un dispositivo high-end impermeabile e antiurto (in parte) inaugura anche una nuova serie.
Dopo un periodo in cui giravano indiscrezioni sull'abbandono di questa serie, Nikon classifica ufficialmente i suoi prodotti Nikon 1 come non più in produzione. Nikon sostituisce la gamma Nikon 1 con la serie Nikon Z, mirrorless in pieno formato.

## Elenco modelli
- Nikon 1 V1 (2011)
- Nikon 1 V2 (2012)
- Nikon 1 V3 (2014)
- Nikon 1 J1 (2011)
- Nikon 1 J2 (2012)
- Nikon 1 J3 (2013)
- Nikon 1 J4 (2014)
- Nikon 1 J5 (2015)
- Nikon 1 S1 (2013)
- Nikon 1 S2 (2014)
- Nikon 1 AW1 (2014)

## Obiettivi per il sistema Nikon 1

### Obiettivi Zoom
| Obiettivo             | Focali equivalenti nel formato 35mm | Elementi/Gruppi | Angolo di campo | Diaframma        | Fuoco            | Peso  | Dimensioni (Diametro × Lunghezza) | Lamelle del diaframma | Diametro filettatura filtri | Rapporto di riproduzione massimo (equivalente a 35 mm [135]) |
| --------------------- | ----------------------------------- | --------------- | --------------- | ---------------- | ---------------- | ----- | --------------------------------- | --------------------- | --------------------------- | ------------------------------------------------------------ |
| 1 Nikkor VR 6.7-13 mm | 18-35 mm                            | 11/7            | 100° - 63°      | f/3.5/5.6 - f/16 | 0.25m–∞          | 125 g | 56,5 x 46 mm                      | 7                     | 52 mm                       | Circa 0,06x (circa 0,16x)                                    |
| 1 Nikkor VR 10-30 mm  | 27-81 mm                            | 12/9            | 77° - 29°40'    | f/3.5/5.6 - f/16 | 0.2m–∞           | 115 g | 57,5 x 42 mm                      | 7                     | 40,5 mm                     | Circa 0,21x (circa 0,567x)                                   |
| 1 Nikkor 11-27.5 mm   | 30-74 mm                            | 8/6             | 72° - 32°20'    | f/3.5/5.6 - f/16 | 0.32m–∞          | 83 g  | 57,5 x 31 mm                      | 7                     | 40,5 mm                     | Circa 0,1x (circa 0,28x)                                     |
| 1 Nikkor VR 10-100 mm | 27-270 mm                           | 19/12           | 77° - 9°10'     | f/4.0/5.6 - f/16 | 0.35/1.0/0.65m–∞ | 298 g | 60,5 x 70,5 mm                    | 7                     | 55 mm                       | Circa 0,12x (circa 0,33x)                                    |
| 1 Nikkor VR 30-110 mm | 82-297 mm                           | 18/12           | 29°40' - 8°20'  | f/3.8/5.6 - f/16 | 1.0m–∞           | 180 g | 60 x 61 mm                        | 7                     | 40,5 mm                     | Circa 0,104x (circa 0,29x)                                   |
| 1 Nikkor VR 70-300 mm | 189-810 mm                          | 16/10           | 13° - 3°        | f/4.5/5.6 - f/16 | 1.0m/1.6m/1.6m–∞ | 550 g | 73 x 108 mm                       | 7                     | 62 mm                       | Circa 0.15x (circa 0,405)                                    |

### Obiettivi "Power Zoom"
| Obiettivo                     | Focali equivalenti nel formato 35mm | Elementi/Gruppi | Angolo di campo | Diaframma        | Fuoco       | Peso  | Dimensioni (Diametro × Lunghezza) | Lamelle del diaframma | Diametro filettatura filtri | Rapporto di riproduzione massimo (equivalente a 35 mm [135]) |
| ----------------------------- | ----------------------------------- | --------------- | --------------- | ---------------- | ----------- | ----- | --------------------------------- | --------------------- | --------------------------- | ------------------------------------------------------------ |
| 1 Nikkor VR 10-100 mm PD-ZOOM | 27-273 mm                           | 21/14           | 77° - 9°10'     | f/4.5/5.6 - f/16 | 0.3/0.85m–∞ | 530 g | 77 x 95 mm                        | 7                     | 72 mm                       | 0,127x (0,3429x)                                             |
| 1 Nikkor VR 10-30 mm PD-ZOOM  | 27-81 mm                            | 9/7             | 77° - 29°40'    | f/3.5/5.6 - f/16 | 0.2m–∞      | 85 g  | 58 x 28 mm                        | 7                     | -                           | Circa 0,21x (circa 0,567x)                                   |

### Obiettivi a focale fissa
| Obiettivo        | Focali equivalenti nel formato 35mm | Elementi/Gruppi | Angolo di campo | Diaframma    | Fuoco   | Peso  | Dimensioni (Diametro × Lunghezza) | Lamelle del diaframma | Diametro filettatura filtri | Rapporto di riproduzione massimo (equivalente a 35 mm [135]) |
| ---------------- | ----------------------------------- | --------------- | --------------- | ------------ | ------- | ----- | --------------------------------- | --------------------- | --------------------------- | ------------------------------------------------------------ |
| 1 Nikkor 10 mm   | 27 mm                               | 6/5             | 77°             | f/2.8 - f/11 | 0.2m–∞  | 77 g  | 55.5 x 22 mm                      | 7                     | 40,5 mm                     | Circa 0,062x (circa 0,17x)                                   |
| 1 Nikkor 18.5 mm | 50 mm                               | 8/6             | 46°40'          | f/1.8 - f/16 | 0.2m–∞  | 70 g  | 56 x 36 mm                        | 7                     | 40,5 mm                     | Circa 0,12x (circa 0,32x)                                    |
| 1 Nikkor 32 mm   | 86 mm                               | 9/7             | 28°             | f/1.2 - f/16 | 0.45m–∞ | 235 g | 65.5 x 47 mm                      | 7                     | 52 mm                       | Circa 0,08x (circa 0,22x)                                    |

### Obiettivi subacquei per Nikon AW1
| Obiettivo             | Focali equivalenti nel formato 35mm | Elementi/Gruppi | Angolo di campo | Diaframma        | Fuoco  | Peso  | Dimensioni (Diametro × Lunghezza) | Lamelle del diaframma !Diametro filettatura filtri | Rapporto di riproduzione massimo (equivalente a 35 mm [135]) | Profondità massima di funzionamento |      |
| --------------------- | ----------------------------------- | --------------- | --------------- | ---------------- | ------ | ----- | --------------------------------- | -------------------------------------------------- | ------------------------------------------------------------ | ----------------------------------- | ---- |
| 1 Nikkor AW 10 mm     | 27 mm                               | 6/5             | 77°             | f/2.8 - f/11     | 0.2m–∞ | 118 g | 61 x 30 mm                        | 7                                                  | 40,5 mm                                                      | Circa 0.06x (circa 0.16x)           | 20 m |
| 1 Nikkor AW 11–27.5mm | 30-74 mm                            | 8/6             | 72° - 32°20'    | f/3.5/5.6 - f/16 | 0.3m–∞ | 182 g | 63 x 56,5 mm                      | 7                                                  | 40,5 mm                                                      | Circa 0.1x (circa 0.28x)            | 15 m |